# 結節性紅斑
結節性紅斑（英語：Erythema nodosum，縮寫為 ）是一种皮下脂肪细胞的發炎性疾病。主要症状是在双胫骨的皮肤内出现红色肿块或疼痛性结节。这些肿块通常为1到10厘米宽。其他症状可能包括关节痛和轻微发烧。不会留下疤痕或皮肤傷口。
其原因往往不明。有时，造成的可能原因很多，包括链球菌性咽炎、结核病、炎症性肠病、癌症、结节病和某些药物 。可能的致病機轉包括對抗原的超敏反應。通常依症状和身體檢查诊断，诊断不明确時，可以活检切片确诊。其表现可能类似昆蟲叮咬、血管炎、硬皮病、韦伯-克里斯蒂安病、與胰腺炎有关的脂肪壞死、類脂質漸進性壞死和皮下肉芽肿。
治疗通常依症狀治療，包括休息和非類固醇消炎藥 。可能需要解决誘發的病因。每個病兆可能持续两周至六周。大约每2万到10万人中，有1人受影響。女性患病的機會是男性的六倍。在20至40岁年龄層中較常见 。由罗伯特·威兰（英語：Robert Willan）在1807年首次以英语描述這個情況。